# Liste der Baudenkmäler in Uedorf
Die Liste der Baudenkmäler in Uedorf enthält die denkmalgeschützten Bauwerke auf dem Gebiet von Bornheim (Rheinland)-Uedorf in Nordrhein-Westfalen (Stand: Februar 2014). Diese Baudenkmäler sind in der Denkmalliste der Stadt Bornheim (Rheinland) eingetragen; Grundlage für die Aufnahme ist das Denkmalschutzgesetz Nordrhein-Westfalen (DSchG NRW).

| Bild                        | Bezeichnung                 | Lage                                                  | Beschreibung | Bauzeit | Eingetragen seit | Denkmal- nummer |
| --------------------------- | --------------------------- | ----------------------------------------------------- | ------------ | ------- | ---------------- | --------------- |
| Wegekreuz                   | Wegekreuz                   | Uedorf Heisterbacher Straße / Bornheimer Straße Karte |              | 1767    |                  | 91              |
| Wegekreuz                   | Wegekreuz                   | Uedorf Bornheimer Straße Karte                        |              |         |                  | 174             |
| Uedorfer Mühle (Wartturm)   | Uedorfer Mühle (Wartturm)   | Uedorf Heisterbacher Straße Karte                     |              |         |                  | 185             |
|                             | Fachwerkhof -GELÖSCHT-      | Uedorf Bornheimer Straße 3                            |              |         |                  | 188             |
| Preußischer Halbmeilenstein | Preußischer Halbmeilenstein | Uedorf Elbestraße 240 Karte                           |              |         | 2007             | 245             |

## Belege
1. ↑  Meilenstein als Denkmal, General-Anzeiger, 1. Juni 2007

- Karte mit allen Koordinaten:
- OSM |
- WikiMap